# Gazpromavia
Gazpromavia (russisch: Газпром авиа) ist eine russische Fluggesellschaft mit Sitz in Moskau. Sie ist eine 100-prozentige Tochtergesellschaft des russischen Gaskonzerns Gazprom. Der Heimatflughafen von Gazpromavia ist der Moskauer Flughafen Ostafjewo.

## Aufgaben
Gazpromavia ist als Tochtergesellschaft des Gaskonzerns stark mit dessen Tätigkeit verbunden. So gehört zu den Kernaufgaben der Fluggesellschaft die Beförderung von Betriebs- und Wachpersonal für große Gasförderprojekte des Konzerns. Dabei werden Linienflüge in teils sehr kleine und schwer zugängliche Orte und Siedlungen im russischen Norden und Fernen Osten angeboten. Außerdem nennt die Fluggesellschaft die Überwachung von Gaspipelines und schwer zugänglichen Orte aus der Luft, Charterflüge für VIPs, Luftfracht sowie Search-and-Rescue-Flüge als Tätigkeitsfelder.
Neben dem direkten Flugverkehr verfügt Gazpromavia auf dem Gelände des Flughafens Moskau-Ostafjewo über ein Wartungszentrum für Geschäftsreiseflugzeuge. Es ist nach eigenen Angaben das größte seiner Art in Russland und ist für die Flugzeuge der Dassault Falcon-Familie sowie für Boeing Businessjets zertifiziert.
| Jahr       | 2010    | 2011    | 2012    | 2013    | 2014    | 2015    | 2016    | 2017    |
| ---------- | ------- | ------- | ------- | ------- | ------- | ------- | ------- | ------- |
| Passagiere | 448.607 | 373.941 | 389.652 | 386.548 | 319.496 | 292.498 | 245.025 | 239.951 |

## Flughäfen

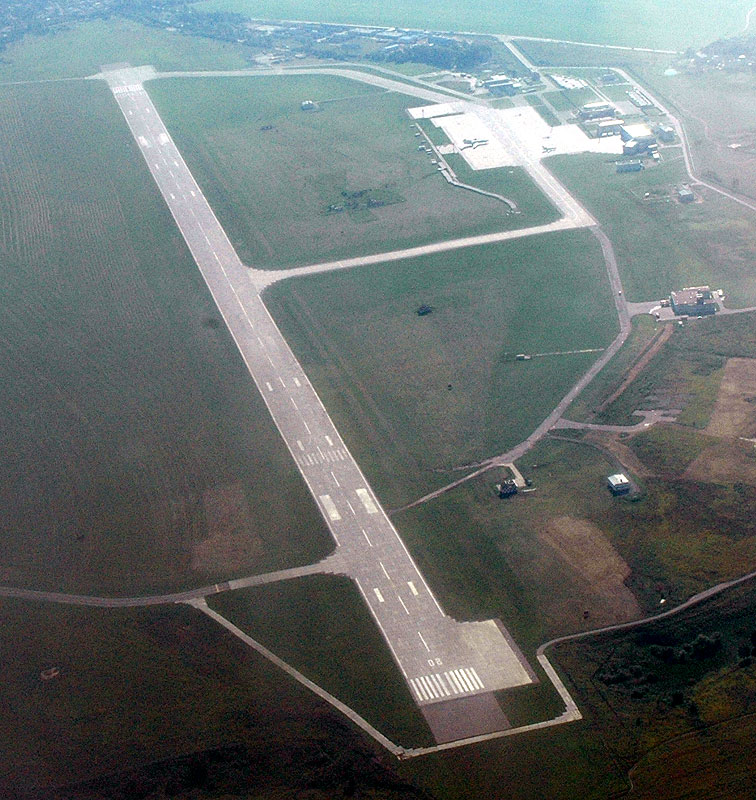
Der Flughafen Moskau-Ostafjewo 2006 aus der Luft

Gazpromavia ist Inhaberin von mehreren Flughäfen. Neben dem Flughafen Moskau-Ostafjewo, den die Gesellschaft 1997 erwarb, gehören ihr die Flughäfen in Jamburg (seit 1995, jährlich etwa 100.000 Fluggäste) und Bowanenkowo (erbaut 2012, Kapazität bis 70.000 Passagiere jährlich).

## Ausbildungszentrum
Seit Dezember 2010 verfügt die Fluggesellschaft über ein eigenes Aus- und Fortbildungszentrum für Piloten auf dem Gelände des Flughafens Moskau-Ostafjewo. Das Zentrum verfügt über Lehrräume und verschiedene Flugsimulatoren. Es werden Piloten für so gut wie alle Flugzeug- und Hubschraubertypen der Fluggesellschaft ausgebildet.

## Flotte

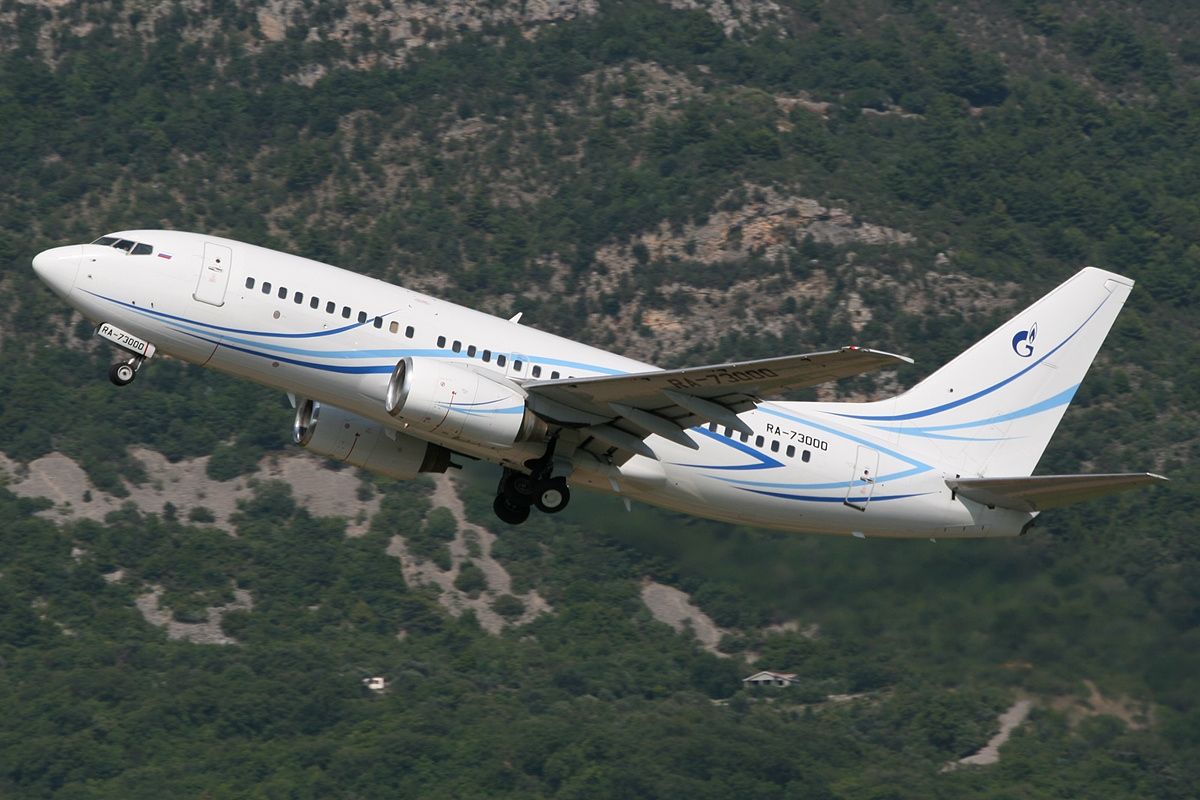
Boeing 737 über Tivat

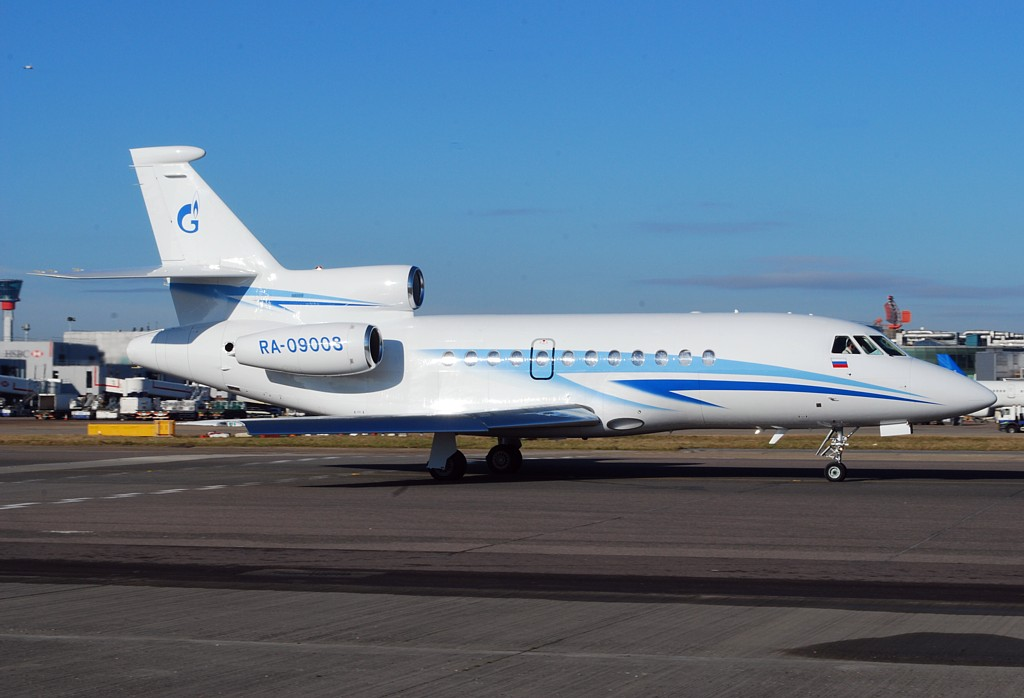
Dassault Falcon 900 am Flughafen London-Heathrow

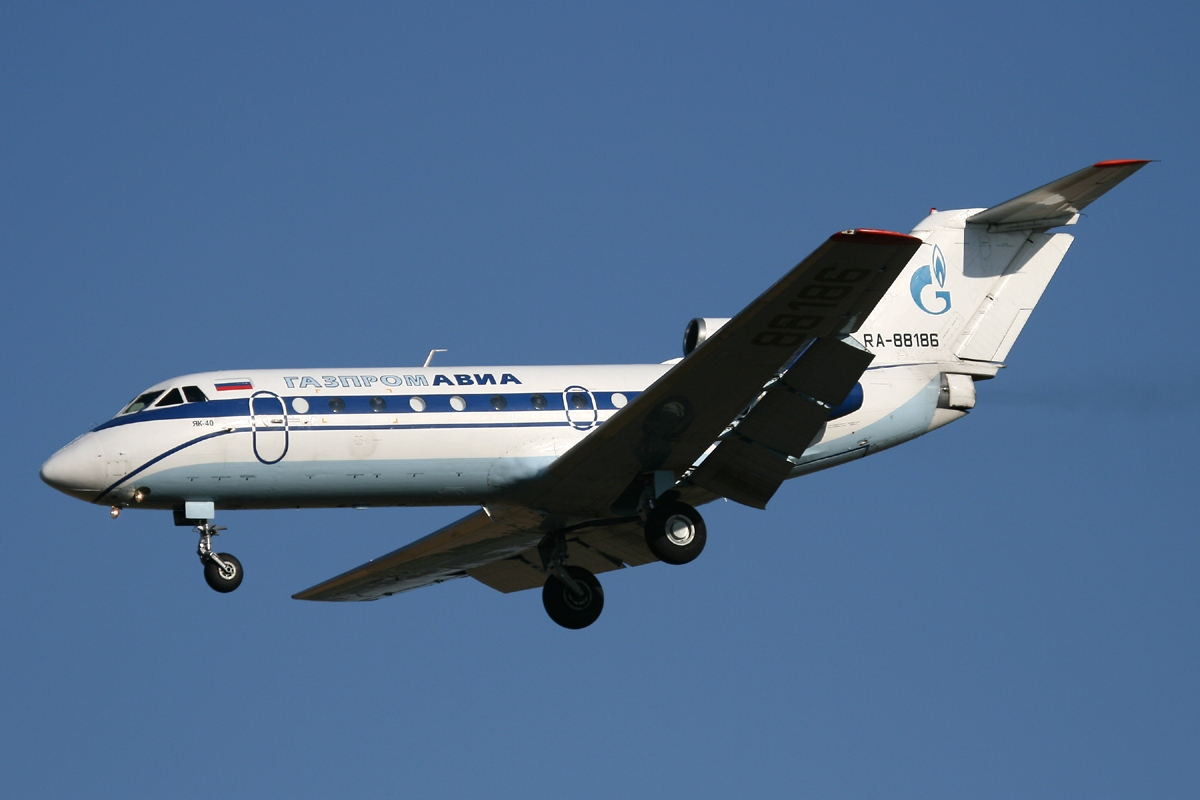
Jakowlew Jak-40 im Landeanflug auf den Flughafen Moskau-Wnukowo

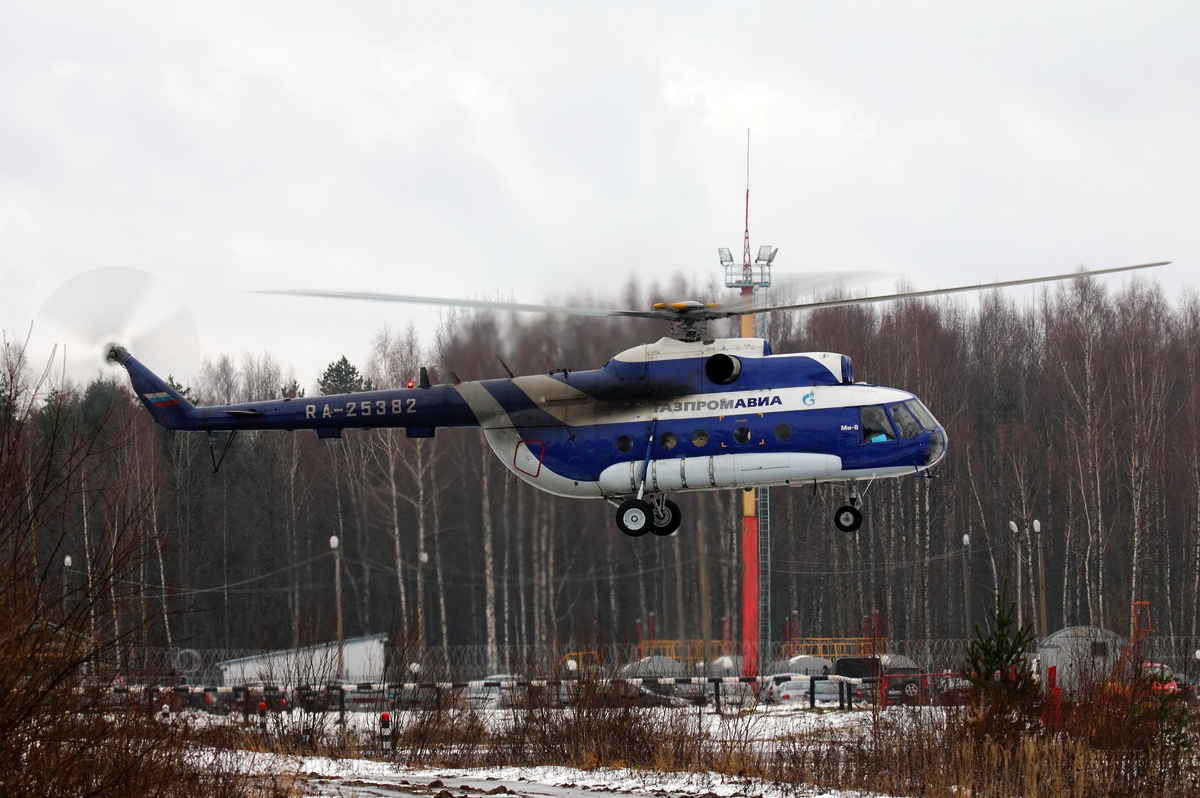
Mil Mi-8T beim Start in Myschkin

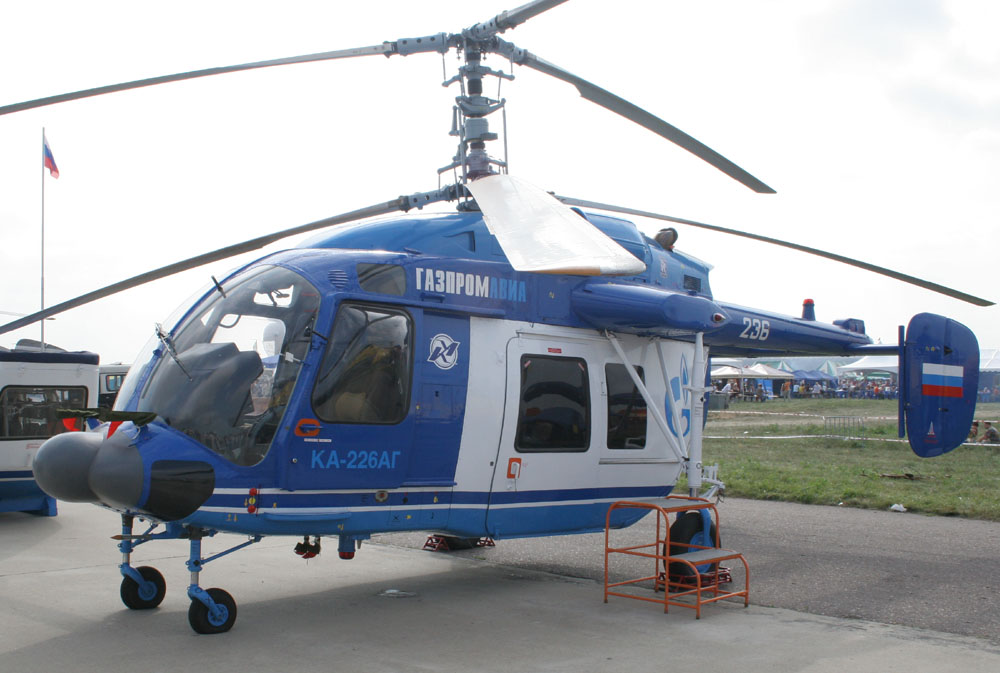
Kamow Ka-226 auf der Moskauer Flugschau MAKS 2007

Die Flotte von Gazpromavia besteht nach eigenen Angaben aus über 30 Flugzeugen und mehr als 100 Hubschraubern russischer, amerikanischer und europäischer Hersteller. Genaue Angaben zur Anzahl der unterschiedlichen Flugzeuge und Hubschrauber macht das Unternehmen nicht. Im Register der russischen Luftfahrtagentur sind deutlich weniger Luftfahrzeuge für die Gesellschaft registriert. Die Aufstellung scheint jedoch nicht abschließend zu sein und macht keine Angaben dazu, ob die Luftfahrzeuge noch im aktiven Einsatz sind. Alle über die Angaben der Luftfahrtagentur hinausgehenden Angaben werden mit Quellen belegt. (Stand: September 2018)
| Flugzeugtyp                | Anzahl | Anmerkung                                                                    |
| -------------------------- | ------ | ---------------------------------------------------------------------------- |
| Boeing 737-700             | 03     | ein geleaster BBJ                                                            |
| Dassault Falcon 7X         | 04     |                                                                              |
| Dassault Falcon 900B       | 02     |                                                                              |
| Dassault Falcon 900EX EASy | 04     |                                                                              |
| Jakowlew Jak-40            | 03     | Jak-40 (1), Jak-40K (2)                                                      |
| Suchoi Superjet 100-95LR   | 010    |                                                                              |
| Hubschraubertyp            | Anzahl | Anmerkung                                                                    |
| Mil Mi-8                   | 064    | Mi-8T (32), Mi-8AMT (15), Mi-8MTW-1 (13), Mi-8PS (2), Mi-8MTW (1), Mi-8P (1) |
| Kamow Ka-26                | 022    | [ 14 ]                                                                       |
| Kamow Ka-226TG             | 018    | [ 15 ]                                                                       |
| Mil Mi-2                   | 09     | [ 16 ]                                                                       |
| Eurocopter EC 135 T2+      | 04     |                                                                              |

## Zwischenfälle
- Am 21. März 2007 stieß ein Hubschrauber vom Typ Mi-8 in der Republik Komi auf einer Höhe zwischen 700 m und 900 m mit einem Felsen zusammen. Der Hubschrauber befand sich auf einem Beobachtungsflug über dem Nationalpark Jugyd Wa im nördlichen Ural. Alle fünf Besatzungsmitglieder und ein Mitarbeiter des Nationalparks kamen dabei ums Leben. Als Absturzursache wurde nach langen Untersuchungen ein Pilotenfehler identifiziert. Er wich von der geplanten Route ab. Des Weiteren wirkten sich die insgesamt sehr unerfahrene Besatzung und schwierige Wetterbedingungen negativ aus. Der Hubschrauber war in technisch gutem Zustand.[17]
- Am 16. April 2008 stürzte ein Hubschrauber vom Typ Mi-2 in der Region Perm ab. Von den vier Menschen an Bord – zwei Besatzungsmitgliedern und zwei Passagieren – starben drei.
- Am 9. Januar 2009 stürzte in der Nähe der Stadt Aktasch in der Republik Altai um 12:11 Uhr Ortszeit ein Hubschrauber vom Typ Mi-171 der Gazpromavia nach der Kollision mit einem Berg ab. An Bord befanden sich sieben VIP-Passagiere und vier Besatzungsmitglieder. Vier Personen überlebten den Absturz, unter ihnen der damalige Vize-Premier der Republik Altai Anatoli Bannych. Sie wurden drei Tage nach dem Absturz gefunden. Der Hubschrauber schlug hart auf der Erdoberfläche auf, als der Pilot versuchte, den rotierenden Hubschrauber mit einem blockierten Hecktrotor schnell zu landen. Die genauen Umstände des Unfalls sind umstritten. Es wird behauptet, dass auf dem Flug unerlaubter Großwildjagd auf geschützte Argali nachgegangen wurde. Anatoly Bannych gestand dies später in einem Interview.[18]
- Am 22. Juli 2009 stürzte ein Hubschrauber vom Typ Mi-8 auf einem Flug in der Nähe der Stadt Kotowo in der Oblast Wolgograd ab. Von den acht Menschen an Bord – drei Besatzungsmitglieder und fünf Passagiere – verloren sechs ihr Leben, zwei wurden schwer verletzt. Die Absturzursache ist unklar.
- Am 19. Dezember 2009 vollzog ein Hubschrauber vom Typ Mi-171 eine Notlandung drei Kilometer vor dem Flughafen der Stadt Workuta. Er flog ein Schichtteam aus dem Autonomen Kreis der Jamal-Nenzen nach Workuta. An Bord befanden sich 22 Passagiere und 3 Besatzungsmitglieder. 13 Menschen wurden ins Krankenhaus eingeliefert.[19]
- Am 12. Juli 2024 stürzte ein Suchoi Superjet 100 mit dem Luftfahrzeugkennzeichen RA-89049 in der Nähe der Stadt Kolomna in ein Waldgebiet. Da es sich um einen Überführungsflug von Lukhovitsy zum Flughafen Moskau-Wnukowo nach einer Wartung der Maschine handelte, befanden sich keine Passagiere an Bord. Alle drei Besatzungsmitglieder kamen ums Leben (siehe auch Gazpromavia-Flug 9608).[20]